# Lara Croft : Tomb Raider, le berceau de la vie
Pour les articles homonymes, voir Tomb Raider (homonymie).
Série Tomb Raider (2001)
Lara Croft: Tomb Raider
(2001)
Pour plus de détails, voir Fiche technique et Distribution.
Lara Croft : Tomb Raider, le berceau de la vie (Lara Croft Tomb Raider: The Cradle of Life), est un film américano-britannico-germano-nippo-hongkongais réalisé par Jan de Bont, sorti en 2003.
Adapté de la série de jeux vidéo Tomb Raider, développée à l'époque par Core Design, le film est la suite de Lara Croft : Tomb Raider, réalisé par Simon West et sorti en 2001.
Le film suit Lara Croft qui a hérité de son père la passion des trésors enfouis. Au large de l'île grecque de Santorin, dans les profondeurs marines, elle est parvenue jusqu'au temple de la Lune, jadis construit par Alexandre le Grand. Bien plus que son intérêt pour les vieilles pierres, c'est un orbe, dissimulé dans la statue du conquérant qui motive la curiosité de l'aventurière. En effet, celle-ci s'avère être la carte menant à une redoutable relique, la boîte de Pandore.
Comme le premier volet, il a reçu généralement des critiques négatives mais a réalisé un score correct au box-office, connaissant un certain succès à l'international.
C'est aussi le deuxième et dernier volet du diptyque qui met en vedette Angelina Jolie dans le rôle de l'archéologue Lara Croft car, comme la série de jeux vidéo en 2013, la franchise a eu droit à un reboot au cinéma, Tomb Raider, réalisé par Roar Uthaug en 2018 avec l'actrice Alicia Vikander dans le rôle de Lara Croft.

## Synopsis
Sur l'île de Santorin, en Grèce, un fort tremblement de terre fait découvrir le temple de la Lune. Le temple a été construit par Alexandre le Grand pour abriter ses trésors les plus précieux. Parmi ces trésors se trouve un orbe lumineux avec un motif ressemblant à un code gravé dedans. L'archéologue à la chasse aux trésors Lara Croft et son groupe trouvent cet orbe, mais sont pris en embuscade par les frères Lo ; Chen et Xien, qui sont tous deux seigneurs du crime et dirigeants du syndicat chinois Shay Ling. Le duo tue le groupe et prend l'orbe, mais Lara s'échappe avec un étrange médaillon.
Le MI6 s'approche de Lara avec des informations sur la boîte de Pandora, un objet de légendes anciennes qui est censé contenir une peste mortelle (le compagnon de l'origine de la vie elle-même). La boîte, cachée dans le mystérieux berceau de la vie, ne peut être trouvée qu'avec une sphère magique qui sert de carte. La sphère est le même orbe qui a été volé par Chen Lo, qui prévoit de la vendre au Dr. Jonathan Reiss, un scientifique lauréat du prix Nobel et magnat des affaires, devenu entre-temps un marchand d'armes biologiques misanthropiques.
Réalisant que la sphère doit être tenue à l'écart de Reiss, Lara accepte d'aider le MI6, à condition qu'ils libèrent sa vieille connaissance et ex membre du MI-6 Terry Sheridan, qui connaît bien l'opération criminelle de Chen Lo. Ensemble, Terry et Lara infiltrent le repaire de Chen Lo, où il fait passer en contrebande les soldats en terre cuite. Lara le bat dans un combat et apprend que l'orbe est à Shanghai, en Chine. À Shanghai, elle découvre que le frère de Chen, Xien, essaie de donner l'orbe à Reiss ; cependant, une fois que Xien lui remet l'orbe, Reiss le trahit et l'exécute, mais pas avant que Lara ne parvienne à mettre un traqueur sur la caisse contenant l'orbe.
Lara et Terry parviennent à trouver l'orbe dans un laboratoire logé à Hong Kong. Cependant, Lara est capturée par Reiss et ses hommes. Reiss révèle ses plans pour déclencher la peste, ne sauvant que les personnes qu'il juge dignes. Impuissante et condamnée, Lara est sauvée par Terry et ils prennent l'orbe avant de fuir en portant des wingsuits. Le lendemain, Lara décode l'orbe et apprend l'emplacement du mystérieux berceau de la vie ; au Kenya, en Afrique, près du mont Kilimandjaro. De retour au manoir Croft, l'assistant de Lara, Bryce, et le majordome Hillary sont capturés par Reiss et ses hommes de main, alors qu'ils aident Lara avec le décodage. Lara se rend au Kenya où elle rencontre son ami de longue date Kosa. Ils interrogent une tribu locale sur le berceau de la vie, dans laquelle le chef déclare que le berceau de la vie se trouve dans un cratère protégé par les "Gardiens de l’Ombre".
Alors qu'ils partent en expédition, les hommes de Reiss les prennent en embuscadent et tuent les membres de la tribu. Devant le surnombre, Lara se rend. Utilisant ses compagnons comme otages, Reiss force Lara à le conduire au berceau de la vie. Au cratère, ils rencontrent les Gardiens de l'Ombre, des monstres qui apparaissent dans et hors des taches humides sur des arbres morts. Les créatures tuent la plupart des hommes de Reiss, mais Lara parvient à trouver le "trou de serrure" et y laisse tomber l'orbe. Les créatures se dissolvent et l'entrée du berceau de la vie s'ouvre.
Lara et Reiss sont entraînés dans le berceau, un labyrinthe fait d'une étrange substance cristalline où les lois normales de la physique ne s'appliquent pas. À l'intérieur, ils trouvent une piscine d'acide noir hautement corrosif (reliant à l'un des mythes sur la boîte de Pandore), dans lequel la boîte flotte. Terry arrive, libère les otages et rattrape Lara.
Lara se bat contre Reiss, mais il prend le dessus, et est sur le point de la tuer et de prendre la boîte jusqu'à ce que Terry le distrait et sauve Lara. Lara fait tomber Reiss et le jette dans la piscine d'acide, qui le tue et le dissout. Ensuite, Terry annonce son intention de prendre la boîte pour lui-même. Lorsqu'il refuse de reculer, Lara lui tire malheureusement dessus, remplace la boîte dans la piscine et s'en va.
Le matin, Lara dit au revoir aux villageois et se prépare à partir. En regardant ses amis se faire colorer le visage par des femmes africaines, elle les avertit qu'il s'agit d'une préparation pour une cérémonie de mariage. Après cela, ses amis s'échappent et partent avec Lara.

## Fiche technique
Sauf indication contraire, les informations mentionnées dans cette section peuvent être confirmées par la base de données cinématographiques IMDb,  présente dans la section « Liens externes ».
- Titre original : Lara Croft Tomb Raider: The Cradle of Life
- Titre français : Lara Croft : Tomb Raider, le berceau de la vie
- Réalisation : Jan de Bont
- Scénario : Dean Georgaris, d'après une histoire de Steven E. de Souza et James V. Hart, d'après la série de jeux vidéo Tomb Raider de Core Design
- Musique : Alan Silvestri
- Direction artistique : Dennis Bosher, Silver Cheung, John Fenner, John C. Hill, Paul Kirby et Frank Walsh
- Décors : Kirk M. Petruccelli
- Costumes : Lindy Hemming
- Photographie : David Tattersall
- Son : Gary Summers, Randy Thom, Rick Kline
- Montage : Michael Kahn
- Production : Lawrence Gordon et Lloyd Levin

Production exécutive : Philip Lee (Hong Kong)
Production déléguée : Jeremy Heath-Smith
Production associée : Shelly Clippard et Holly Goline
Coproduction : Louis A. Stroller
- Sociétés de production[3] :
  - États-Unis : Paramount Pictures, Mutual Film Company, Lawrence Gordon Productions, October Pictures et H2L Media Group
  - Royaume-Uni : Eidos Interactive et BBC,
  - Allemagne : Tele München Fernseh Produktionsgesellschaft (TMG)
  - Japon : Toho-Towa
- Sociétés de distribution :
  - États-Unis, Canada : Paramount Pictures
  - Allemagne : Concorde Filmverleih
  - Japon : Toho-Towa
  - France, Belgique, Royaume-Uni : United International Pictures (UIP)
  - Suisse : Ascot Elite Entertainment Group
- Budget : 95 millions de $[4]
- Pays d'origine :  États-Unis,  Royaume-Uni,  Allemagne,  Japon,  Hong Kong
- Langue originale : anglais, mandarin
- Format[5] : couleur (DeLuxe) - 35 mm - 2,35:1 - 2,39:1 (Cinémascope) - son DTS | Dolby Digital | SDDS
- Genre : action, aventure, fantastique
- Durée : 117 minutes
- Dates de sortie[6] :
  - États-Unis, Québec[7] : 25 juillet 2003
  - Hong Kong : 31 juillet 2003
  - Allemagne : 14 août 2003
  - France, Belgique, Suisse romande : 20 août 2003
  - Royaume-Uni : 22 août 2003
  - Japon : 20 septembre 2003
- Classification[8] :
  -  États-Unis : Accord parental recommandé, film déconseillé aux moins de 13 ans (PG-13 - Parents Strongly Cautioned)[Note 1].
  -  Royaume-Uni : Les enfants de moins de 12 ans doivent être accompagnés d'un adulte (12A - Suitable for 12 years and over)[9].
  -  Allemagne : Interdit aux moins de 12 ans (FSK 12).
  -  France : Tous publics (visa d'exploitation no 108619 délivré le 8 août 2003)[10].

## Distribution
- Angelina Jolie (VF : Françoise Cadol ; VQ : Hélène Mondoux) : Lara Croft
- Gerard Butler (VF : Marc Saez ; VQ : Benoît Gouin) : Terry Sheridan
- Ciarán Hinds (VF : Igor de Savitch ; VQ : Hubert Gagnon) : le docteur Jonathan Reiss
- Noah Taylor (VF : Éric Métayer ; VQ : François Godin) : Bryce, assistant technique de Lara
- Chris Barrie (VF : Philippe Catoire ; VQ : Jacques Lavallée) : Hillary, le majordome officiant au manoir des Croft
- Djimon Hounsou (VF : Jean-Paul Pitolin ; VQ : Marc-André Bélanger) : Kosa
- Til Schweiger (VF : Boris Rehlinger ; VQ : Sébastien Delorme) : Sean
- Simon Yam (VF : Lionel Melet ; VQ : Jacques Lussier) : Chen Lo
- Terence Yin (VF : Alexis Tomassian ; VQ : Guillaume Champoux) : Xien
- Daniel Caltagirone : Nicholas Petraki
- Ronan Vibert (VF : Patrick Osmond ; VQ : Denis Roy) : l'agent Calloway
- Jonny Coyne (VF : Bernard-Pierre Donnadieu) : Gus Petraki
- Robert Cavanah (VF : Stéphane Ronchewski ; VQ : Paul Sarrasin) : l'agent Stevens
- Robert Atiko : Armin Kal
- Fabiano Martell : Jimmy Petraki
- Graham McTavish : le capitaine du sous-marin

Sources et légendes: Version française (VF) sur AlloDoublage Version québécoise (VQ) sur Doublage Québec

## Accueil

### Accueil critique
Le film a reçu des critiques négatives, recueillant 25 % de critiques positives, avec une note moyenne de 4.5/10 sur la base de 171 critiques collectées sur le site agrégateur de critiques Rotten Tomatoes, une moyenne plus haute que celle du premier film mais toujours mauvaise. Sur Metacritic, il obtient un score mitigé de 43/100 sur la base de 34 critiques collectées, un bien meilleur score que le premier film qui avait obtenu un score défavorable.
En France, le site Allociné propose une note moyenne de 2,3⁄5 à partir de l'interprétation de critiques provenant de 9 titres de presse.

### Box-office
| Pays ou région    | Box-office        | Date d'arrêt du box-office | Nombre de semaines |
| ----------------- | ----------------- | -------------------------- | ------------------ |
| France            | 1 244 405 entrées | 14 octobre 2003            | 8                  |
| États-Unis Canada | 65 660 196 $      | 13 novembre 2003           | 16                 |
| Mondial           | 156 505 388 $     | -                          | -                  |

Au box-office américain, le film réalise un score plus léger que celui du premier volet, avec un peu plus de 65 millions de dollars récoltés. Bien qu'en dessous du premier volet, il réalise un score correct à l'étranger avec un peu plus de 90 millions de dollars.
En France, le film a fait 1 244 405 entrées soit un peu plus de 8 millions de dollars récoltés. En tout, le film a récolté plus de 156 millions de dollars.

## Distinctions
Entre 2003 et 2004, Lara Croft : Tomb Raider, le berceau de la vie a été sélectionné 4 fois dans diverses catégories et a remporté 1 récompense.

### Récompenses
- Prix BMI du cinéma et de la télévision 2004 :
  - Chanson la plus jouée d'un film décerné à Jonathan Davis, David Silveria, James 'Munky' Shaffer, Reginald 'Fieldy' Arvizu, Brian 'Head' Welch (pour la chanson "Did My Time").

### Nominations
- Prix Schmoes d'or (Golden Schmoes Awards) 2003 : Pire film de l'année.
- Académie des films de science-fiction, fantastique et d'horreur - Prix Saturn 2004 : Meilleur film de science-fiction.
- Prix Razzie 2004 : Pire actrice pour Angelina Jolie.